# Ermita de la Virgen de los Navarros (Fuentes Claras)
La ermita de la Virgen de los Navarros es un templo católico situado en la localidad aragonesa de Fuentes Claras. Es el principal templo católico de la población, junto con la Iglesia parroquial, y la principal devoción local desde tiempos inmemoriales.

## Historia
Su construcción se remonta al siglo XVII a las afueras del casco urbano y colindante con el Camino Real, entonces la principal vía de comunicación que unía Zaragoza y Teruel. Fue construida en mampostería, de una sola nave cubierta con bóveda de medio cañón con lunetos . Su cabecera es poligonal y está alineada con dos edificios laterales. Tiene decoración de estucos. La portada, con arco de medio punto de ladrillo bajo una fila de esquinillas, está coronada por la imagen de la virgen en cerámica contemporánea.
Inicialmente se la llamó Ermita de la Virgen del Camino, al hallarse el templo al lado del Camino Real mencionado. Más adelante recibió el nombre de la Fuente, en alusión a la que regaba las huertas cercanas. Y, finalmente, de los Navarros.
Acerca del cambio de nombre último hay varias leyendas populares. Según una, fue a propósito de unos navarros que de camino a Valencia entablaron una reyerta y resultaron heridos, pero fueron ayudados por la Virgen María a recuperar la salud y dotaron a la Ermita de copiosas limosnas. Otra teoría habla de otra reyerta, también de navarros, que gracias a la intercesión de la Virgen se evitó la muerte de la hija a manos de su padre. Finalmente, una tercera versión dice que unos navarros robaron la Virgen de la ermita y huyeron; cuando ya se habían alejado del pueblo se pararon para reposar y se dieron cuenta de que la imagen había desaparecido: milagrosamente la Virgen se encontraba de nuevo en la Ermita.
En 1789 el religioso fuentesclarino Joaquín Ibáñez de Jesús y María le dedicó a la Virgen un novenario y unos gozos de devoción.

## Catalogación
Se encuentra inscrita en el Inventario del Patrimonio Cultural Aragonés por lo que según la Ley 3/1999, de 10 de marzo, del Patrimonio Cultural Aragonés tiene la protección de Bien inventariado del patrimonio cultural aragonés.